# I Want to Break Free
I Want to Break Free – piosenka zespołu Queen z 1984 roku napisana przez Johna Deacona. Utwór wydano na singlu, który promował album The Works (1984). Do piosenki zrealizowano teledysk.
Singiel z piosenką „I Want to Break Free” dotarł do 1. miejsca na głównych listach przebojów w kilku europejskich państwach, Austrii, Belgii (Flandrii), Holandii, Portugalii, a także w Południowej Afryce. W Wielkiej Brytanii dotarł do 3. miejsca Official Singles Chart Top 100, a w Stanach Zjednoczonych do pozycji 45. na głównej liście „Billboardu” Hot 100.
Istnieją dwie wersje utworu – jedna z albumu The Works i o prawie minutę dłuższa, wydana na singlu (z wstępem na syntezatorze i dłuższym solo na gitarze). Ta druga wersja została wydana także na albumach kompilacyjnych Greatest Hits II (1991) i Absolute Greatest (2009).
Piosenka była wydana jako drugi singiel, po „Radio Ga Ga”, z albumu The Works. Singiel wydano 2 kwietnia 1984 na winylu w formatach 7- i 12-calowym, na kasecie magnetofonowej, a w 1988 roku w Wielkiej Brytanii na 3-calowej płycie CD.

## Teledysk

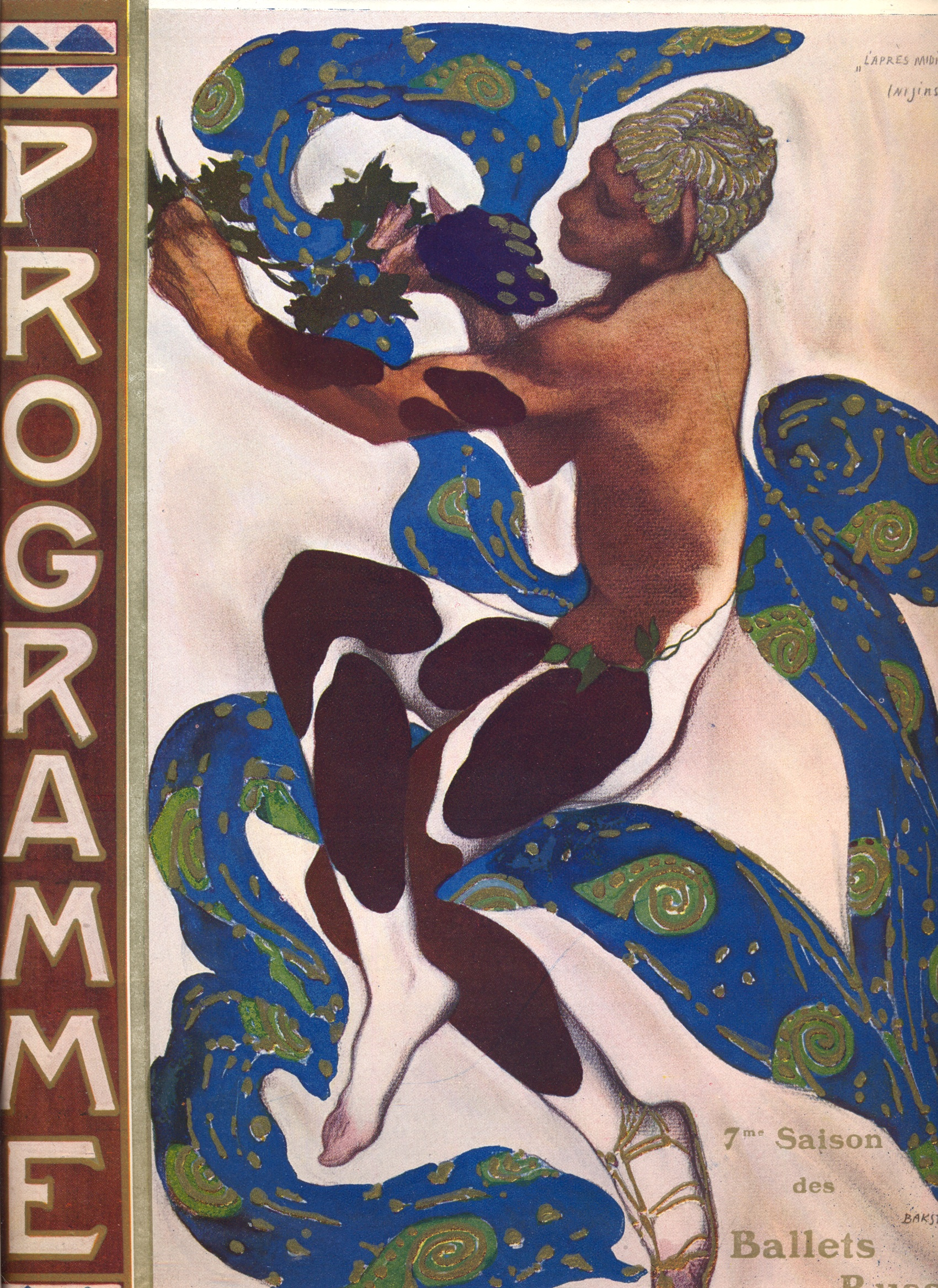
Plakat ukazujący Niżyńskiego w kostiumie z baletu Popołudnie fauna (1912), który był inspiracją dla środkowego fragmentu klipu.

Teledysk, który wyreżyserował David Mallet, jest jednym z najbardziej rozpoznawalnych klipów zespołu. Został nakręcony w marcu 1984. w dwa dni w Limehouse Studios w Docklands w Londynie oraz w studiu w Battersea. Wideoklip stanowi parodię brytyjskiej opery mydlanej Coronation Street (1960–), a muzycy zespołu przebrani są w nim za kobiety na podobieństwo postaci z telenoweli. Fragment teledysku realizowany był wspólnie z The Royal Ballet w Londynie. Aby upodobnić się do Wacława Niżyńskiego, Freddie Mercury zgolił swoje dotychczas noszone wąsy. 
Zespół odmówił nakręcenia alternatywnego wideoklipu na potrzeby emisji w Stanach Zjednoczonych, dlatego też teledysk nie był tam prezentowany z powodów obyczajowych.

## Listy przebojów
| Kraj   | Lista                          | Pozycja | Źr.    |
| ------ | ------------------------------ | ------- | ------ |
| AU     | Top 100 Singles                | 8       | [ 11 ] |
| AT     | Ö3 Austria Top 40              | 1       | [ 1 ]  |
| BE-VLG | Ultratop 50 Singles (Flandria) | 1       | [ 2 ]  |
| EU     | European Top 100 Singles       | 3       | [ 12 ] |
| EU     | European airplay top 60        | 2       | [ 13 ] |
| FR     | Top Singles & Titres           | 9       | [ 14 ] |
| NL     | Single Top 100                 | 1       | [ 3 ]  |
| ES     | Los 40 Principales             | 5       | [ 15 ] |
| IE     | Top 100 Singles                | 2       | [ 16 ] |
| CA     | „RPM” Top Singles              | 26      | [ 17 ] |
| DE     | Single Top 100                 | 4       | [ 18 ] |
| NZ     | Top 40 Singles                 | 6       | [ 19 ] |
| PL     | LP3                            | 5       | [ 20 ] |
| ZA     | Springbok singles chart        | 1       | [ 5 ]  |
| PT     | Top 20 Airplay                 | 1       | [ 4 ]  |
| CH     | Singles Top 100                | 2       | [ 21 ] |
| GB     | Official Singles Chart Top 100 | 3       | [ 6 ]  |
| US     | Hot 100                        | 45      | [ 7 ]  |
| US     | Dance Club Songs               | 51      | [ 22 ] |

| Kraj | Lista             | Pozycja | Źr.    |
| ---- | ----------------- | ------- | ------ |
| PL   | AirPlay – Top 100 | 58      | [ 23 ] |